# Gunnar Sommerfeldt
Gunnar Ternstrøm Sommerfeldt, född 4 september 1890 i Köpenhamn, död där 30 augusti 1947, var en dansk skådespelare, regissör och manusförfattare.

## Biografi
Sommerfeldt var adoptivson till läraren Helene Gunhild Betzie Juliette Sommerfeldt. Från 1911 till 1915 var han engagerad vid Århus Teater. Han filmdebuterade som skådespelare hos Nordisk Film 1914 och blev under de följande åren en av företagets ledande manliga skådespelare. Han medverkade där i ett 30-tal stumfilmer och gjorde sin sista spelfilmsroll 1921 i Lykkens galoscher, som han också regisserade och skrev manus till. Under 1920-talet gjorde han flera dokumentärfilmer. Därefter levde han en skiftande tillvaro och befann sig under långa perioder i utlandet. Han dog i arresten 1947 efter att ha blivit anhållen för hotellbedrägeri.
Han var från 1913 gift med Ingeborg Nielsen. Han ligger begravd på Holmens kyrkogård i Østerbro.

## Filmografi (urval)

### Roller
- 1917 – Synd skal sones
- 1921 – Markens gröda

### Regi
- 1921 – Markens gröda

### Manus
- 1921 – Markens gröda